# NGC 591
NGC 591 (również PGC 5800 lub UGC 1111) – galaktyka spiralna z poprzeczką (SB0-a), znajdująca się w gwiazdozbiorze Andromedy. Odkrył ją Truman Safford 10 października 1866 roku. Niezależnie odkrył ją Lewis A. Swift 30 listopada 1885 roku. NGC 591 jest galaktyką Seyferta.